# Aushi jezik
Aushi jezik (avaushi, ushi, usi, uzhili, vouaousi; ISO 639-3: auh), jezik naroda Aushi kojim govori oko 95 200 ljudi (2000) u Zambiji u provinciji Luapula, i nešto na području Demokratske Republike Kongo u provinciji Haut Katanga, istočno od Lubumbashija.
Aushi pripada u bemba jezike u zoni M i centralnoj skupini porodice bantu jezika.

## Vanjske poveznice
- Ethnologue (14th)
- Ethnologue (15th)